# Energiskatt
Energiskatt är en svensk punktskatt enligt "Lag (1994:1776) om skatt på energi" som tas ut på elkraft, på bränslen som används för motordrift och för vissa bränslen som används för uppvärmning. Energiskatten är främst en fiskal skatt, dvs. syftet är inte enbart att styra energianvändningen, utan skatten utgör också en viktig intäktspost i statsbudgeten. De skattepliktiga bränslena är bensin, olja, gasol, naturgas, kol, koks och råtallolja. Även hushållsavfall som förbrukas för uppvärmning är skattepliktigt. 
Det finns skattefria undantag. Bränsle- och elförbrukare kan efter ansökan godkännas som skattefria förbrukare av el eller få köpa bränsle utan skatt. Ett exempel är oljeförbrukning i tåg och flygplan.
I Finland finns accis på elström och vissa bränslen med liknande innehåll och syfte.